# Torreya nucifera
Torreya nucifera, la torreya japonesa, es una especie arbórea de la familia de las Cephalotaxaceae. Esta conífera es de crecimiento lento, originario del sur de Japón y la isla de Jeju en Corea del Sur. También se le llama kaya 榧.
Crece hasta los 15-25 m de alto con un tronco de hasta 1,5 m de diámetro. Sus hojas son perennes y aciculares, de 2-3 cm de largo y 3 mm de ancho, con una punta agudamente apuntada y dos bandas estomatales blanquecinas en la parte baja; están dispuestas en espiral pero retorcidas en la base para que queden horizontalmente a ambos lados del pecíolo. Es subdioica, con árboles individuales produciendo mayormente bien estróbilos femeninos, bien masculinos, pero usualmente con algunos conos del otro sexo presentes. Los conos masculinos son globulares, de 5-6 mm de diámetro, en una doble fila a lo largo de la parte inferior del brote. Los conos femeninos están en racimos de 3-8 juntos, madurando en 18–20 meses en una simple semilla rodeada por una capa carnosa (denominada arilo), de 2 cm de largo y 1,5 cm de ancho.

## Usos
Su madera es apreciada para la construcción de tableros de Go y Shōgi debido a su bello color dorado, textura de los anillos fina y uniforme, y la cualidad sonora del choque de una piedra contra su superficie. El árbol es protegido en Japón debido a su escasez por la sobretala que sufrió en el pasado. Las antiguas torreyas japonesas tienen que morir antes de que puedan recogerse para hacer duros tableros de Go, lo que los hace extremadamente caros; los mejores pueden costar más de 19.000 dólares. Shin-kaya ('nuevo kaya' en japonés), kaya de imitación, es normalmente pícea blanca de Alaska, el Tíbet o Siberia y se ha convertido en bastante popular para un equipamiento más barato debido a la escasez de las torreyas japonesas. Los cuencos de Go también pueden estar hechos con madera de torreya japonesa.
Las semillas son comestibles, y también se prensan por su contenido en aceite vegetal.
Para el consumo de las semillas, previamente se procede a quitarles el amargor y olor rancio, sumergiendo las semillas en agua e hirviendolas, para posteriormente ser tostadas, y finalmente servidas luego de quitarle las cáscaras y la piel fina. la "nuez" presenta un sabor que recuerda al de la nuez moscada, denominandose a este producto como "Japanese Nutmeg Yew" ("nuez moscada" japonesa).
La semilla seca tiene un uso prolongado en las medicinas tradicionales chinas y japonesas. Se administran típicamente como una decocción (a partir de la semilla triturada) o preparada en un bolo (semilla triturada con miel) para el tratamiento de parásitos intestinales.